# Psallus flavellus
Psallus flavellus är en insektsart som beskrevs av Hans Ferdinand Emil Julius Stichel 1933. Psallus flavellus ingår i släktet Psallus och familjen ängsskinnbaggar. Arten är reproducerande i Sverige. Inga underarter finns listade i Catalogue of Life.